# Anton van Croÿ-Porcien
Anton van Croÿ-Porcien, bijgenaamd Le Calviniste, (ca. 1541 - Parijs, 5 mei 1567) was graaf van Seninghem en Porcien (later prins van Porcien), markgraaf van Reynel, heer van Lafaulche en Montcornet, pair de France (1566).

## Leven
Hij was de enige zoon van Karel van Croÿ (?-na 1541) en Françoise van Amboise (ca. 1500 - ca. 1560). Koning Frans II van Frankrijk richtte voor hem en zijn moeder in 1560 het markgraafschap Re(y)nel op. 
Het volgende jaar trouwde hij in het kasteel van Saint-Germain-en-Laye met de twaalfjarige Catharina van Nevers. Dit huwelijk moest een eind maken aan de strijd tussen beide families over het bezit van het graafschap Beaufort en andere landerijen. Anton van Croÿ was calvinist en eiste dat zijn vrouw ook dit geloof aannam.
Het graafschap Porcien werd door koning Karel IX van Frankrijk voor hem gecreëerd door patentbrieven van 4 juni 1561, goedgekeurd door het parlement op 4 augustus 1562. Als overtuigd protestant koos Anton tijdens de Hugenotenoorlogen de kant van de Association van de prinsen van Condé en vocht hij dapper onder Lodewijk I van Bourbon-Condé in de slag bij Dreux (1562). In 1564 erfde Catharina van Nevers het graafschap Eu. Volgens het toen geldende recht verviel deze titel aan haar man, die het gebied de iure uxoris (uit rechte van zijn echtgenote) bestuurde. Ook werd hij hierdoor pair de France. 
Hij kwam op zesentwintigjarige leeftijd in Parijs te overlijden, zonder enige kinderen na te laten. Hij werd daarom opgevolgd in de gebieden van het Huis Croy door Filips van Croÿ. De opvolging voor het markgraafschap Re(y)nel werd betwist tussen Antoine de Clermont (een hugenoot) en Louis de Clermont d'Amboise. Het graafschap Eu viel terug toe aan zijn weduwe Catherina van Nevers, die in 1570 hertrouwde met de katholieke leider Hendrik I van Guise.